# Les Trois Yeux
Les Trois Yeux est un roman d’anticipation de Maurice Leblanc, paru d’abord en deux livraisons mensuelles dans Je sais tout, numéros 164 (15 juillet 1919) et 167 (15 octobre 1919). Puis édité pour la première fois en un volume in-12 chez Laffite en 1920.

## Genèse
Alors que le succès des aventures d'Arsène Lupin ne cesse de s'amplifier, Maurice Leblanc souhaite s'affranchir de son héros encombrant en écrivant une histoire originale. Il entreprend alors d'écrire coup sur coup deux romans d’anticipation scientifique : il publie en 1919 Les Trois Yeux et l'année suivante Le Formidable Événement. Avec le récit Les Trois Yeux, il choisit de traiter d'un thème novateur à la fin des années 1910 qui est celui du spectacle cinématographique.
Alors que le cinéma commence à se démocratiser dans les années 1910, Maurice Leblanc cherche à réintroduire du mystère et de la nouveauté autour de la vision cinématographique. Il utilise par conséquent le roman merveilleux-scientifique afin de recréer l’effroi des premiers spectateurs confrontés à l’énigme des images en mouvement.

## Résumé
Victorien Beaugrand  (le narrateur) séjourne chez son oncle Noël Dorgeroux à Meudon, en attendant sa nomination comme professeur à Grenoble. Il y entretient une idylle avec Bérangère, la filleule de cet oncle. Dorgeroux, chercheur solitaire qui travaille dans le secret au fond d’un hangar de son enclos, va le mettre au courant d’une découverte fantastique qui l’a bouleversé. Un pan de mur mystérieux que le chercheur dissimule habituellement sous un voile noir fait apparaître, une fois activé, « trois figures d’apparence géométrique ressemblant aussi bien à des ronds mal faits qu’à des triangles composés de lignes courbes. Au centre de ces figures s’inscrivait un cercle régulier, marqué, dans le milieu, d’un point plus noir, ainsi que la prunelle est marquée d’une pupille. ». Puis une fantasmagorie se développe. Les deux hommes se rendent compte bientôt qu’à chaque fois, elle projette le « film » d’un événement du passé dont ils ont eu connaissance au cours de leur existence ; et, peu après, ils s’aperçoivent que les yeux sont en réalité le regard de l’acteur principal de l’événement qui va suivre. Finalement, Dorgeroux décide de transformer son enclos et son hangar en amphithéâtre afin de montrer son invention au public et de gagner l’argent nécessaire à la poursuite de ses travaux.
Un jour, Victorien qui a maintenant rejoint son poste à Grenoble, reçoit un courrier inquiet de son oncle qui se sent espionné et « l’objet d’un complot savamment ourdi »…

## Analyse de l'œuvre

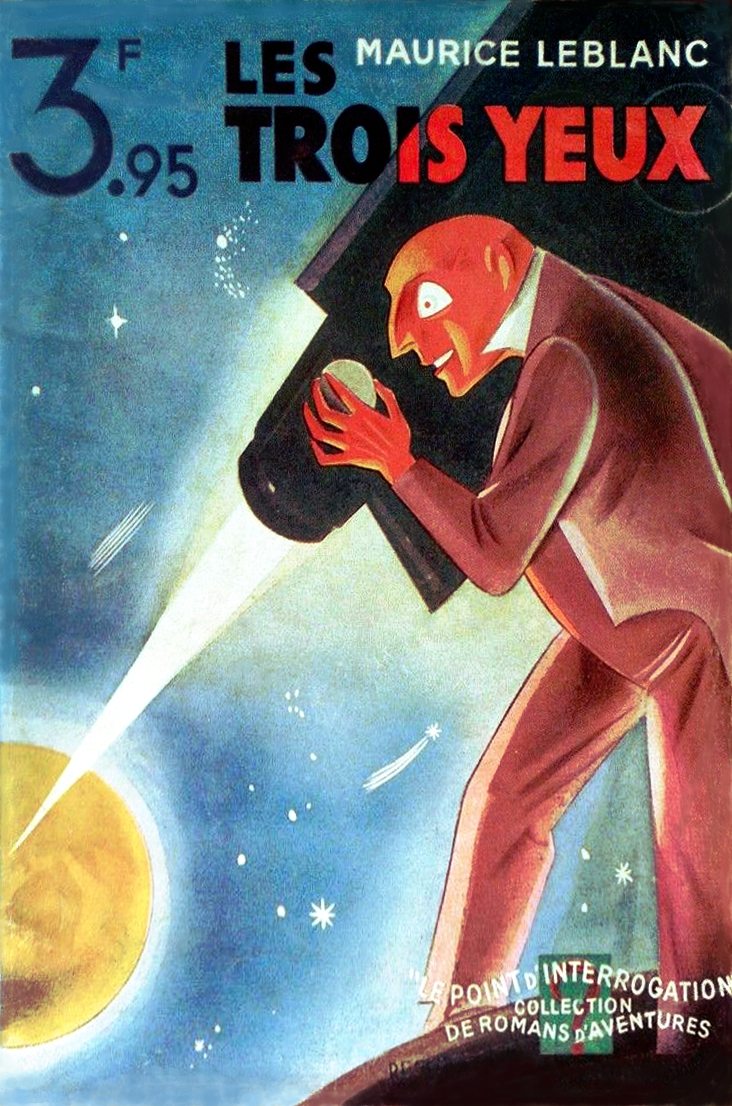
Édition 1935.

Dans son atelier à Meudon, le savant Noël Dorgeroux fait une découverte inexplicable : il observe occasionnellement sur un simple écran des images dont il n’identifie pas l’origine. Chaque projection est précédée de trois triangles ressemblant par ailleurs à des yeux qui épient le spectateur.
Ces projections présentent des événements ayant lieu dans le passé avant même l’invention du dispositif cinématographique, tels que par exemple l’érection de la cathédrale de Reims à l’époque médiévale, la bataille de Trafalgar, l’exécution de Marie-Antoinette ou encore la crucifixion de Jésus. En décrivant la possibilité d'assister à la contemplation de l’entièreté de l'histoire humaine, Maurice Leblanc traite ici du mythe de l’« archivage de l’histoire », un thème classique du genre anticipatoire et plus largement de la science-fiction.
L’explication du mystère est donnée à la fin du roman quand le narrateur découvre que les images sont projetées depuis la planète Vénus. Il apparaît ainsi que les Vénusiens — les êtres aux trois yeux — observent l’humanité depuis son origine. Maurice Leblanc conclut son roman avec un retournement de situation dans laquelle les spectateurs prennent conscience qu’ils sont en réalité eux-mêmes l’objet du spectacle.

## Éditions
- Je sais tout en deux livraisons : « Les Trois Yeux » dans le no 164 du 15 juillet 1919 et « Le Rayon B » dans le no 167 du 15 octobre 1919 (ill. de Manuel Orazi).
- Éditions Pierre Lafitte, 1920 (rééd. en 1935 dans la coll. « Le Point d'interrogation » no 40).
- Éditions Opta, coll. « Aventures fantastiques » no 1, 1968, dans le recueil Le Formidable événement / Les Trois Yeux.
- LGF, coll. « Policiers » no 4772, 1976.
- Éditions Robert Laffont, coll. « Bouquins », dans le recueil Les Rivaux d'Arsène Lupin, 1988.